# ديف هاوكر
ديف هاوكر (بالإنجليزية: Dave Hawker)‏ هو لاعب كرة قدم بريطاني، ولد في 29 نوفمبر 1958 في كينغستون أبون هال في المملكة المتحدة. لعب مع دارلينجتون إف سى وهال سيتي.